# 董文久
董文久（20世纪—），男，湖北省安陸市人，中国人民解放军将领、中共党員。

## 生平
2004年7月9日，董文久做为广州军区的军官晋升为中國人民解放軍少將军階。曾任解放軍驻港部队副司令员。
2006年9月24日，解放军驻香港部队官兵与香港大学生代表文体联谊活动在粉岭新围军营举行，此次活动是驻港部队官兵第一次与大学生举行联谊活动。200名大学生代表参与本次活动。驻港部队副司令员董文久少将參加活動。